# 前17世纪
| 千纪： | 前3千纪 \| 前2千纪 \| 前1千纪 |
| 世纪： | 前20世纪 \| 前19世纪 \| 前18世纪 \| 前17世纪 \| 前16世纪 \| 前15世纪 \| 前14世纪                                                         |
| 年代： | 前1690年代 \| 前1680年代 \| 前1670年代 \| 前1660年代 \| 前1650年代 \| 前1640年代 \| 前1630年代 \| 前1620年代 \| 前1610年代 \| 前1600年代 |

前1700年至前1601年的这一段期间被称为前17世纪。

## 重要事件、发展与成就
- 科学技术
- 战争与政治
  - 鳴條之戰可能發生。
  - 中國夏朝可能於西元前17世紀滅亡。商朝建立

- 天灾人祸
  - 印度河流域的哈拉帕文化被神話中的天火襲擊，自此開始衰落。
- 文化娱乐
  - 中國二里頭文化時代。

- 疾病与医学
- 环境与自然资源
  - 猛犸象的最後一種在弗兰格尔岛上絕滅。